# Équipe de Tchéquie de hockey sur glace
Cet article traite de l'équipe masculine. Pour l'équipe féminine, voir Équipe de Tchéquie féminine de hockey sur glace.
L’équipe de Tchéquie de hockey sur glace - en tchèque Česká hokejová reprezentace -  représente la sélection des meilleurs joueurs tchèques de hockey sur glace lors des compétitions internationales. En 2021, elle est classée à la 6e position du classement de la Fédération internationale de hockey sur glace (désignée souvent par le sigle de son nom anglais International Ice Hockey Federation soit IIHF) et est régie par la Český svaz ledního hokeje, fédération tchèque de hockey.
L'équipe masculine a remporté la troisième place au championnat du monde 2011 après avoir remporté le titre en 2010.

## Historique
À la suite de la partition de la Tchécoslovaquie, la République tchèque se dote d'une équipe nationale masculine de hockey pour participer aux différentes compétitions internationales. Le premier match international de hockey de l'histoire de la République tchèque a lieu le 11 février 1993 avec une victoire 6 buts à 1 contre la Russie. Kamil Kašťák devient le premier buteur de l'équipe et il réalise même un doublé contre le gardien russe . Deux mois plus tard, le 9 avril, le gardien de but Roman Turek réalise le premier blanchissage pour la République tchèque lors d'une victoire 3-0 contre la Suède. Les premiers matchs joués sont ceux du tournoi international de Suède nommé Sweden Hockey Games. L'équipe finit alors la seconde place derrière la Suède, hôte du tournoi. Antonín Stavjaňa termine meilleur défenseur de la compétition.
L'équipe va participer par la suite à son premier championnat du monde en Allemagne. Le groupe B dont fait partie l'équipe joue alors ses matchs dans la ville de Dortmund. Les Tchèques dominent le groupe avec quatre victoires et un match nul en cinq rencontres et un total de 17 buts inscrits pour seulement 4 encaissés. En quart de finale, les Tchèques vont facilement battre les Italiens 8 à 1 mais ils vont chuter en demi-finale contre les Suédois à la suite d'un but de loin inscrit lors de la prolongation par Thomas Rundqvist. Petr Bříza, gardien de but de l'équipe va faire sa première erreur du tournoi, une erreur qui coûte l'accès à la finale. Il sera tout de même élu meilleur gardien de la compétition avec une médaille de bronze gagnée contre le Canada 5 buts à 1.
Depuis, l'équipe masculine a toujours fait partie de la division élite et participé aux différentes compétitions internationales. Depuis cette même année, une équipe junior participe également aux compétitions pour les jeunes de moins de 20 ans. En 1999, l'IIHF décide de créer une nouvelle compétition pour les juniors moins de 18 ans et la République tchèque envoie alors une équipe pour la représenter. La même année, une équipe de hockey féminin est inscrite pour le championnat du monde féminin.

## Effectif
| No    | Nom                | Position       | Club                         |
| ----- | ------------------ | -------------- | ---------------------------- |
| +007, | David Špaček       | Défenseur      | Wild de l'Iowa               |
| +008, | Ondřej Beránek     | Attaquant      | Karlovy Vary                 |
| +010, | Roman Červenka - C | Attaquant      | Hockey Club Dynamo Pardubice |
| +017, | Filip Hronek - A   | Défenseur      | Canucks de Vancouver         |
| +018, | Filip Zadina       | Attaquant      | Hockey Club Davos            |
| +019, | Jakub Flek         | Attaquant      | HC Kometa Brno               |
| +020, | Daniel Gazda       | Défenseur      | Ilves                        |
| +023, | Lukáš Sedlák       | Attaquant      | Hockey Club Dynamo Pardubice |
| +024, | Adam Klapka        | Attaquant      | Flames de Calgary            |
| +026, | Jiří Ticháček      | Défenseur      | Rytíři Kladno                |
| +032, | Josef Kořenář      | Gardien de but | HC Sparta Prague             |
| +036, | Jakub Krejčík      | Défenseur      | HC Sparta Prague             |
| +043, | Michael Špaček     | Attaquant      | HC Sparta Prague             |
| +044, | Matěj Stránský     | Attaquant      | Hockey Club Davos            |
| +050, | Karel Vejmelka     | Gardien de but | Mammoth de l'Utah            |
| +055, | Libor Hájek        | Défenseur      | Hockey Club Dynamo Pardubice |
| +064, | David Kämpf        | Attaquant      | Maple Leafs de Toronto       |
| +077, | Filip Pyrochta     | Défenseur      | Mladá Boleslav               |
| +080, | Daniel Vladař      | Gardien de but | Flames de Calgary            |
| +084, | Tomáš Kundrátek    | Défenseur      | HC Oceláři Třinec            |
| +086, | Petr Kodýtek       | Attaquant      | HIFK                         |
| +088, | David Pastrňák - A | Attaquant      | Bruins de Boston             |
| +094, | Jakub Lauko        | Attaquant      | Bruins de Boston             |
| +096, | Daniel Voženílek   | Attaquant      | Eissportverein Zoug          |
| +098, | Martin Nečas       | Attaquant      | Avalanche du Colorado        |

## Résultats
Les résultats présentés ici ne concernent que la République tchèque et non pas les résultats de l'équipe de Bohême ou de Tchécoslovaquie.

### Championnats du monde
| Année | Première phase | Première phase | Première phase | Première phase | Première phase | Première phase | Première phase | Phase finale                            | Classement         | Entraîneur  |
| Année | PJ             | V              | D              | N              | BP             | BC             | Pts            | Phase finale                            | Classement         | Entraîneur  |
| ----- | -------------- | -------------- | -------------- | -------------- | -------------- | -------------- | -------------- | --------------------------------------- | ------------------ | ----------- |
| 1993  | 5              | 4              | 1              | 0              | 17             | 4              | 9              | 8-1 Italie 3-4 Suède 5-1 Canada         | Médaille de bronze | Ivan Hlinka |
| 1994  | 5              | 1              | 2              | 2              | 15             | 17             | 4              | 2-3 Canada                              | 7e place           | Ivan Hlinka |
| 1995  | 5              | 3              | 2              | 0              | 14             | 9              | 6              | 2-0 Russie 0-3 Finlande 1-4 Canada      | 4e place           | Luděk Bukač |
| 1996  | 5              | 4              | 0              | 1              | 27             | 12             | 9              | 6-1 Allemagne 5-0 États-Unis 4-2 Canada | Médaille d'or      | Luděk Bukač |

À partir de 1997, deux phases de poule ont lieu avant la phase finale.
| Année | Première phase | Première phase | Première phase | Première phase | Première phase | Première phase | Première phase | Première phase | Première phase | Deuxième phase | Deuxième phase | Deuxième phase | Deuxième phase | Deuxième phase | Deuxième phase | Deuxième phase | Deuxième phase | Deuxième phase | Phase finale                                              | Classement         | Entraîneur                    |
| Année | PJ             | V              | VP             | D              | N              | DP             | BP             | BC             | Pts            | PJ             | V              | VP             | D              | N              | DP             | BP             | BC             | Pts            | Phase finale                                              | Classement         | Entraîneur                    |
| ----- | -------------- | -------------- | -------------- | -------------- | -------------- | -------------- | -------------- | -------------- | -------------- | -------------- | -------------- | -------------- | -------------- | -------------- | -------------- | -------------- | -------------- | -------------- | --------------------------------------------------------- | ------------------ | ----------------------------- |
| 1997  | 5              | 4              | -              | 1              | 0              | -              | 18             | 9              | 8              | 5              | 2              | -              | 3              | 0              | -              | 12             | 12             | 6              | 4-3 Russie                                                | Médaille de bronze | Ivan Hlinka et Slavomír Lener |
| 1998  | 3              | 3              | -              | 0              | 0              | -              | 20             | 5              | 6              | 3              | 2              | -              | 0              | 1              | -              | 6              | 3              | 5              | 1-4 / 2-2 Finlande 4-0 Suisse                             | Médaille de bronze | Ivan Hlinka et Slavomír Lener |
| 1999  | 3              | 3              | -              | 0              | 0              | -              | 23             | 5              | 6              | 3              | 2              | -              | 1              | 0              | -              | 11             | 8              | 4              | 1-2 / 6-4 / 4-3 (TF) Canada 3-1 / 1-4 / 1-0 (Pr) Finlande | Médaille d'or      | Ivan Hlinka                   |
| 2000  | 3              | 3              | -              | 0              | 0              | -              | 12             | 4              | 6              | 5              | 4              | -              | 1              | 0              | -              | 25             | 11             | 8              | 3-1 Lettonie 2-1 Canada 5-3 Slovaquie                     | Médaille d'or      | Josef Augusta                 |
| 2001  | 3              | 2              | -              | 0              | 1              | -              | 10             | 4              | 5              | 5              | 4              | -              | 0              | 1              | -              | 24             | 8              | 9              | 2-0 Slovaquie 2-2 / 2-1 (TF) Suède 3-2 (P) Finlande       | Médaille d'or      | Josef Augusta                 |
| 2002  | 3              | 3              | -              | 0              | 0              | -              | 17             | 8              | 6              | 5              | 5              | -              | 0              | 0              | -              | 25             | 11             | 10             | 1-3 Russie                                                | 5e place           | Josef Augusta                 |
| 2003  | 3              | 3              | -              | 0              | 0              | -              | 15             | 4              | 6              | 5              | 4              | -              | 0              | 1              | -              | 22             | 7              | 9              | 3-0 Russie 4-8 Canada 2-4 Slovaquie                       | 4e place           | Slavomír Lener                |
| 2004  | 3              | 3              | -              | 0              | 0              | -              | 15             | 2              | 6              | 5              | 5              | -              | 0              | 0              | -              | 19             | 5              | 10             | 2-3 (TF) États-Unis                                       | 5e place           | Slavomír Lener                |
| 2005  | 3              | 3              | -              | 0              | 0              | -              | 6              | 1              | 6              | 5              | 4              | -              | 0              | 1              | -              | 15             | 5              | 8              | 2-2 / 2-1 (TF) États-Unis 3-2 (P) Suède 3-0 Canada        | Médaille d'or      | Vladimír Růžička              |
| 2006  | 3              | 1              | -              | 0              | 2              | -              | 13             | 6              | 4              | 5              | 2              | -              | 2              | 1              | -              | 14             | 12             | 6              | 3-4 (P) Russie                                            | Médaille d'argent  | Alois Hadamczik               |
| 2007  | 3              | 3              | 0              | -              | 0              | 0              | 18             | 6              | 9              | 5              | 2              | 0              | -              | 1              | 2              | 17             | 14             | 4              | 0-4 Russie                                                | 7e place           | Alois Hadamczik               |
| 2008  | 3              | 2              | 0              | -              | 1              | 0              | 16             | 9              | 7              | 5              | 2              | 1              | -              | 1              | 1              | 20             | 14             | 9              | 2-3(P) Suède                                              | 5e place           | Alois Hadamczik               |
| 2009  | 3              | 2              | 0              | -              | 0              | 1              | 13             | 6              | 6              | 5              | 3              | 0              | -              | 0              | 2              | 20             | 11             | 9              | 1-3 Suède                                                 | 6e place           | Vladimír Růžička              |
| 2010  | 3              | 2              | 0              | -              | 0              | 1              | 10             | 4              | 6              | 5              | 3              | 0              | -              | 0              | 2              | 12             | 10             | 9              | 2-1 (TF) Finlande 3-2 (TF) Suède 2-1 Russie               | Médaille d'or      | Vladimír Růžička              |
| 2011  | 3              | 3              | 0              | -              | 0              | 0              | 12             | 3              | 9              | 5              | 5              | 0              | -              | 0              | 0              | 19             | 7              | 15             | 4-0 États-Unis 2-5 Suède 7-4 Russie                       | Médaille de bronze | Alois Hadamczik               |

À partir de 2012, il n'y a plus qu'une seule phase de poule.
| Année | Première phase                  | Première phase                  | Première phase                  | Première phase                  | Première phase                  | Première phase                  | Première phase                  | Première phase                  | Phase finale                             | Classement                      | Entraîneur                      |                                 |
| Année | PJ                              | V                               | VP                              | D                               | DP                              | BP                              | BC                              | Pts                             | Phase finale                             | Classement                      | Entraîneur                      |                                 |
| ----- | ------------------------------- | ------------------------------- | ------------------------------- | ------------------------------- | ------------------------------- | ------------------------------- | ------------------------------- | ------------------------------- | ---------------------------------------- | ------------------------------- | ------------------------------- | ------------------------------- |
| 2012  | 7                               | 4                               | 1                               | 0                               | 2                               | 24                              | 11                              | 14                              | 4-3 Suède 1-3 Slovaquie 3-2 Finlande     | Médaille de bronze              | Alois Hadamczik                 |                                 |
| 2013  | 7                               | 3                               | 1                               | 0                               | 3                               | 19                              | 12                              | 11                              | 1-2 Suisse                               | 7e place                        | Alois Hadamczik                 |                                 |
| 2014  | 7                               | 2                               | 2                               | 1                               | 2                               | 15                              | 14                              | 12                              | 4-3 États-Unis 0-3 Finlande              | 4e place                        |                                 |                                 |
| 2015  | 7                               | 4                               | 1                               | 1                               | 1                               | 26                              | 18                              | 15                              | 5-3 Finlande 0-2 Canada                  | 4e place                        |                                 |                                 |
| 2016  | 7                               | 5                               | 1                               | 0                               | 1                               | 27                              | 12                              | 18                              | 1-2 États-Unis                           | 5e place                        |                                 |                                 |
| 2017  | 7                               | 3                               | 2                               | 2                               | 0                               | 23                              | 14                              | 13                              | 0-3 Russie                               | 7e place                        |                                 |                                 |
| 2018  | 7                               | 3                               | 3                               | 1                               | 0                               | 27                              | 15                              | 15                              | 2-3 États-Unis                           | 7e place                        |                                 |                                 |
| 2019  | 7                               | 6                               | 0                               | 1                               | 0                               | 39                              | 14                              | 18                              | 5-1 Allemagne 1-5 Canada 2-3 Russie (TF) | 4e place                        |                                 |                                 |
| 2020  | Annulé en raison du coronavirus | Annulé en raison du coronavirus | Annulé en raison du coronavirus | Annulé en raison du coronavirus | Annulé en raison du coronavirus | Annulé en raison du coronavirus | Annulé en raison du coronavirus | Annulé en raison du coronavirus | Annulé en raison du coronavirus          | Annulé en raison du coronavirus | Annulé en raison du coronavirus | Annulé en raison du coronavirus |
| 2021  | 7                               | 3                               | 2                               | 2                               | 0                               | 27                              | 18                              | 13                              | 0-1 Finlande                             | 7e place                        | Filip Pešán                     |                                 |
| 2022  | 7                               | 4                               | 0                               | 2                               | 1                               | 19                              | 13                              | 13                              | 4-1 Allemagne 1-6 Canada 8-4 États-Unis  | Médaille de bronze              |                                 |                                 |
| 2023  | 7                               | 4                               | 0                               | 2                               | 0                               | 22                              | 16                              | 13                              | 0-3 États-Unis                           | 8e place                        | Kari Jalonen                    |                                 |
| 2024  | 7                               | 4                               | 1                               | 2                               | 0                               | 26                              | 14                              | 16                              | 1-0 États-Unis 7-3 Suède 2-0 Suisse      | Médaille d'or                   | Radim Rulík                     |                                 |
| 2025  | 7                               | 5                               | 1                               | 1                               | 0                               | 35                              | 14                              | 17                              | 2-5 Suède                                | 6e place                        | Filip Pešán                     |                                 |

### Jeux olympiques d'hiver
| Année | Première phase | Première phase | Première phase | Première phase | Première phase | Première phase | Première phase | Phase finale                         | Classement                          | Entraîneur                    |
| Année | PJ             | V              | D              | N              | BP             | BC             | Pts            | Phase finale                         | Classement                          | Entraîneur                    |
| ----- | -------------- | -------------- | -------------- | -------------- | -------------- | -------------- | -------------- | ------------------------------------ | ----------------------------------- | ----------------------------- |
| 1994  | 5              | 3              | 2              | 0              | 16             | 11             | 6              | 2-4 Canada                           | 5e place                            | Ivan Hlinka                   |
| 1998  | 3              | 2              | 1              | 0              | 12             | 4              | 4              | 4-1 États-Unis 2-1 Canada 2-1 Russie | Médaille d'or, Jeux olympiques      | Ivan Hlinka et Slavomír Lener |
| 2002  | 3              | 1              | 1              | 1              | 12             | 7              | 3              | 0-1 Russie                           | 5e place                            | Josef Augusta                 |
| 2006  | 5              | 2              | 0              | 3              | 14             | 12             | 4              | 3-1 Slovaquie 3-7 Suède 0-3 Russie   | Médaille de bronze, Jeux olympiques | Alois Hadamczik               |
| 2010  | 3              | 2              | 1              | 0              | 10             | 7              | 6              | 3-2 Lettonie 0-2 Finlande            | 7e place                            |                               |
| 2014  | 3              | 1              | 2              | 0              | 6              | 7              | 3              | 5-3 Slovaquie 2-5 États-Unis         | 6e place                            |                               |
| 2018  | 3              | 2              | 1              | 0              | 9              | 4              | 8              | 3-2 États-Unis 0-3 Russie (OAR)      | 4e place                            |                               |
| 2022  | 3              | 2              | 1              | 0              | 9              | 8              | 4              | 2-4 Suisse                           | 9e place                            | Filip Pešán                   |

### Coupe du monde
La Coupe du monde remplace la Coupe Canada à partir de 1996. Les règles distinguent la Coupe du monde et le championnat du monde. En effet, organisée par la Ligue nationale de hockey, la Coupe du monde se joue donc selon les règles propres du championnat nord-américain et non pas selon celles de la Fédération internationale de hockey sur glace.
| Année | Première phase | Première phase | Première phase | Première phase | Première phase | Première phase | Première phase | Phase finale                | Entraîneurs                                     |
| Année | PJ             | V              | D              | N              | BP             | BC             | Pts            | Phase finale                | Entraîneurs                                     |
| ----- | -------------- | -------------- | -------------- | -------------- | -------------- | -------------- | -------------- | --------------------------- | ----------------------------------------------- |
| 1996  | 3              | 0              | 3              | 0              | 4              | 17             | 0              | Élimination au premier tour | Luděk Bukač, Zdeněk Uher et Slavomír Lener      |
| 2004  | 3              | 1              | 2              | 0              | 10             | 10             | 2              | 6-1 Suède 2-4 Canada        | Vladimír Růžička, Radim Rulík et Marian Jelínek |
| 2016  | 3              | 1              | 2              | 0              | 6              | 12             | 3              | Élimination au premier tour |                                                 |

### Coupe des nations
La République Tchèque a participé à deux éditions de la Coupe des Nations, anciennement appelée la Deutschland Cup.
- 1994 -  Médaille d'or
- 1995 -  Médaille d'argent

## Classement mondial
| Année     | Rang | Points | Progression |
| --------- | ---- | ------ | ----------- |
| 2003      | 3    | 3 560  |             |
| 2004      | 4    | 3 225  | -1          |
| 2005      | 3    | 3 065  | +1          |
| Mai 2006  | 2    | 3 985  | +1          |
| 2007      | 4    | 3 595  | -2          |
| 2008      | 5    | 3 265  | -1          |
| 2009      | 6    | 2 915  | -1          |
| Fév. 2010 | 6    | 3 655  | ±0          |
| Mai 2010  | 5    | 3 785  | +1          |
| 2011      | 5    | 3 570  | ±0          |
| 2012      | 3    | 3 330  | +2          |

| Année     | Rang | Points | Progression |
| --------- | ---- | ------ | ----------- |
| 2013      | 4    | 2 975  | -1          |
| Fév. 2014 | 5    | 3 760  | -1          |
| Mai 2014  | 5    | 3 745  | ±0          |
| 2015      | 6    | 2 495  | -1          |
| 2016      | 6    | 3 210  | ±0          |
| 2017      | 6    | 2 900  | ±0          |
| Fev. 2018 | 5    | 3 740  | +1          |
| Mai 2018  | 6    | 3 690  | -1          |
| 2019      | 5    | 3 465  | +1          |
| 2020      | 5    | 3 200  | ±0          |
| 2021      | 6    | 2895   | -1          |

Note :  Promue ;  Reléguée

## Parcours champions
Cette section présente les parcours de l'équipe lors des différentes victoires en finale.

### Championnat du monde 1996
Après une 7e place en 1994 et une défaite face au Canada pour la troisième place en 1995, l'équipe débute ce mondial dans la poule B du championnat élite. Les matchs ont eu lieu entre le 21 avril et le 5 mai dans la ville autrichienne de Vienne. Les joueurs sélectionnés sont :
- Gardiens : Roman Čechmánek, Petr Franěk, Roman Turek.
- Défenseurs : František Kaberle, Drahomír Kadlec, Stanislav Neckář, Antonín Stavjaňa, Michal Sýkora, Jiří Veber, Jiří Vykoukal
- Attaquants : Radek Bělohlav, Radek Bonk, Jiří Dopita, Jiří Kučera, Robert Kysela, Robert Lang, Roman Meluzín, Pavel Patera, Martin Procházka, Robert Reichel, Viktor Ujčík, Otakar Vejvoda, David Výborný.

Par souci de simplicité, les résultats des matchs du premier tour sont indiqués à la fin du paragraphe dans une boîte déroulante. Les buteurs tchèques sont également indiqués. Le classement à l'issue du premier tour est le suivant :
| Équipe | Équipe             | PJ | V | N | D | BP | BC |
| ------ | ------------------ | -- | - | - | - | -- | -- |
| 1      | République tchèque | 5  | 4 | 1 | 0 | 27 | 12 |
| 2      | Finlande           | 5  | 2 | 2 | 1 | 23 | 15 |
| 3      | Suède              | 5  | 2 | 2 | 1 | 14 | 12 |
| 4      | Italie             | 5  | 2 | 1 | 2 | 20 | 26 |
| 5      | Norvège            | 5  | 1 | 2 | 2 | 6  | 11 |
| 6      | France             | 5  | 0 | 0 | 5 | 12 | 26 |

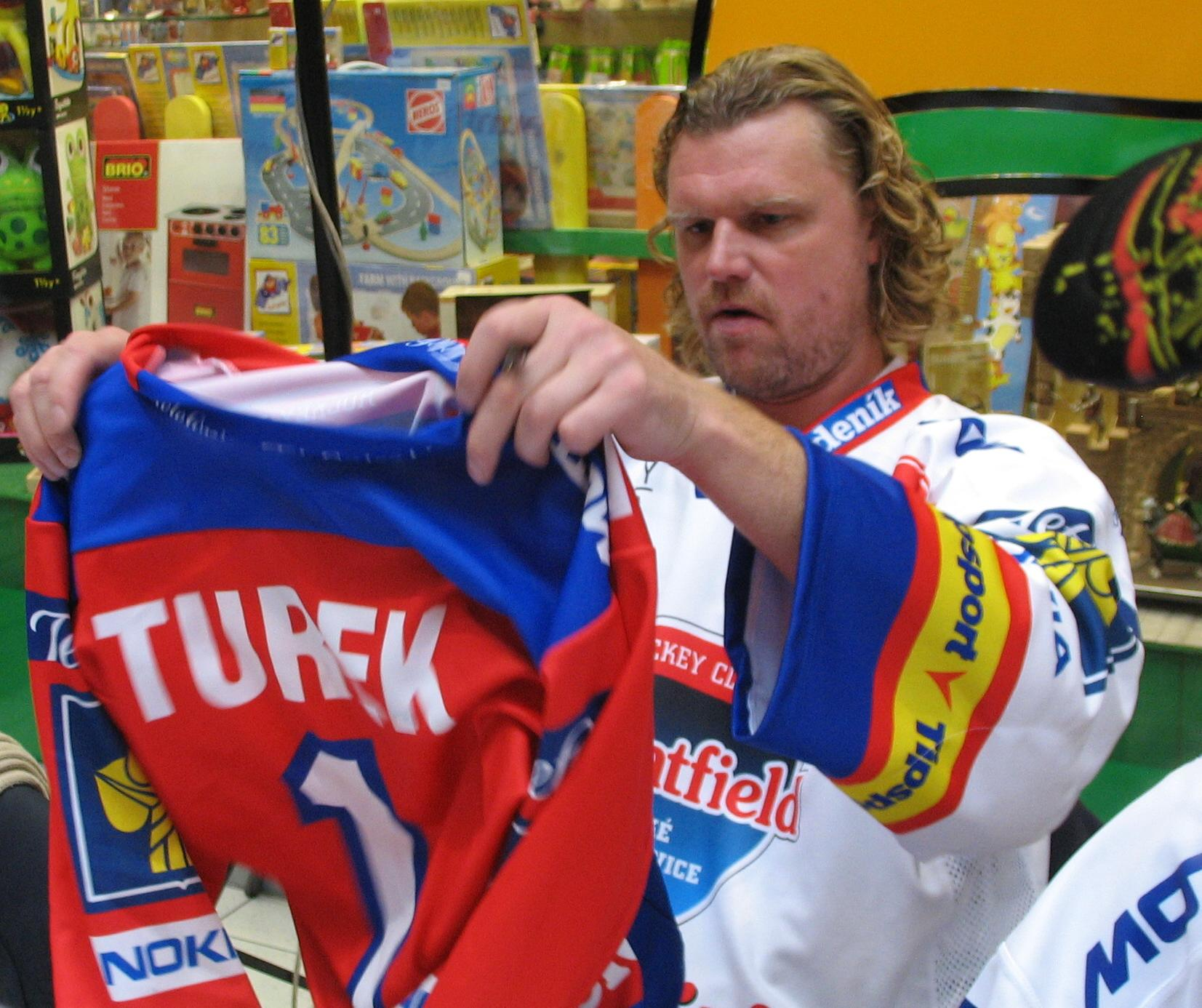
Roman Turek, meilleur gardien du tournoi, ici en photo en 2007 sous le maillot du HC České Budějovice.

Le match nul de l'équipe est concédé face aux Norvégiens et à leur gardien Robert Schistad forçant les deux équipes à repartir avec un point chacune (2 buts partout). Par la suite, la République tchèque affronte en quart de finale, l'équipe d'Allemagne, dernière qualifiée de la poule A. Les Allemands sont écartés 6 buts à 1 le soir du 1er mai. Les buteurs tchèques sont alors : Výborný, Reichel, Meluzín, Bonk et Neckář.
Ensuite, les Tchèques sont opposés aux Américains, seconds à l'issue du premier tour et tombeurs des Suédois en quart de finale. Les Tchèques tuent le suspens rapidement en inscrivant deux buts dans les trois premières minutes du match. Vejvoda (à deux reprises), Procházka, Kučera et Patera vont porter la marque à 5-0 pour un blanchissage de Turek. En finale, la République tchèque affronte les Canadiens, étrangement troisièmes lors du premier tour. Lang va offrir les deux premiers buts à son équipe mais le Canadien Steve Thomas va répliquer à deux reprises. Alors qu'il reste 19 secondes dans le temps règlementaire, Procházka vient battre le gardien du Canada, Curtis Joseph. Celui-ci sort pour faire rentrer un attaquant de plus et espérer renverser la tendance dans la poignée de secondes qui restent mais Kučera inscrit un but dans les cages vides pour porter la marque à 4-2.
Finalement, Turek aura été utilisé pour tous les matchs du tournoi et il est élu meilleur gardien du tournoi. L'équipe remporte également le trophée du fair-play et quatre joueurs de l'équipe sont nommés dans la première équipe type du tournoi selon les journalistes : Turek dans les buts, Sýkora en défense, Reichel et Vejvoda en attaque. Kadlec est quant à lui nommé dans la seconde équipe type. Alors qu'il joue son premier tournoi international avec l'équipe tchèque, Robert Lang finit second pointeur du tournoi avec 5 buts et 4 mentions d'assistance, derrière Yanic Perreault, le Canadien, qui a également 9 points mais avec 6 buts.

### Jeux olympiques de 1998

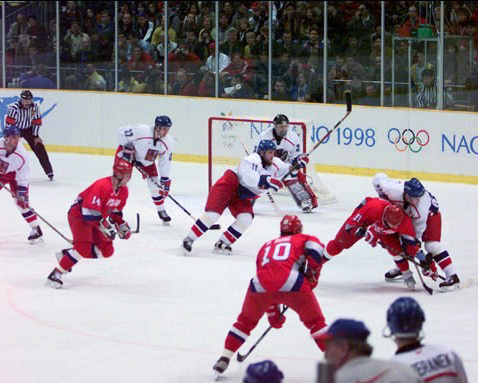
Le match de la finale contre les Russes.

Les Jeux olympiques d'hiver se sont joués à Nagano au Japon. Pour la première fois depuis l'introduction de la compétition dans le programme officiel des jeux, les joueurs professionnels d'une des ligues les plus prestigieuses au monde sont autorisés à jouer : les joueurs de la Ligue nationale de hockey d'Amérique du Nord. Le comité d'organisation olympique décide alors de qualifier directement six nations pour le second tour du tournoi : le Canada, les États-Unis, la Finlande, la Russie, la Suède et enfin la République tchèque.
Les Tchèques entrent donc dans la compétition pour le second tour constitué de deux poules de quatre équipes et ils prennent place dans le groupe I avec la Finlande, le Kazakhstan et la Russie. Les matchs se sont joués du 13 au 22 février 1998 dans la patinoire Aqua Wing et les joueurs sélectionnés sont les suivants :
- Gardiens : Roman Čechmánek, Dominik Hašek, Milan Hnilička.
- Défenseurs : Jiří Šlégr, František Kučera, Roman Hamrlík, Jaroslav Špaček, Petr Svoboda, Libor Procházka, Richard Šmehlík.
- Attaquants : Vladimír Růžička, Martin Ručinský, Robert Reichel, Jaromír Jágr, Milan Hejduk, Robert Lang, Martin Straka, Jan Čaloun, Jiří Dopita, David Moravec, Martin Procházka, Josef Beránek, Pavel Patera.

Au cours du dernier match de poule entre la Russie et la République tchèque, ce sont finalement les Russes qui s'imposent avec deux buts inscrits en dix secondes à dix-sept minutes de la fin du temps règlementaire. À ce point de la compétition, Dominik Hašek, portier des Tchèques, avait réalisé 58 arrêts sur 60 lancers reçus mais il craque à deux reprises en très peu de temps. Finalement les Russes s'imposent 2 buts à 0 et les tchèques finissent à la seconde place du classement du groupe B
.
| Équipe             | PJ | V | N | D | BP | BC | Pts |
| ------------------ | -- | - | - | - | -- | -- | --- |
| Russie             | 3  | 3 | 0 | 0 | 15 | 6  | 6   |
| République tchèque | 3  | 2 | 1 | 0 | 12 | 4  | 4   |
| Finlande           | 3  | 1 | 2 | 0 | 11 | 9  | 2   |
| Kazakhstan         | 3  | 0 | 3 | 0 | 6  | 25 | 0   |

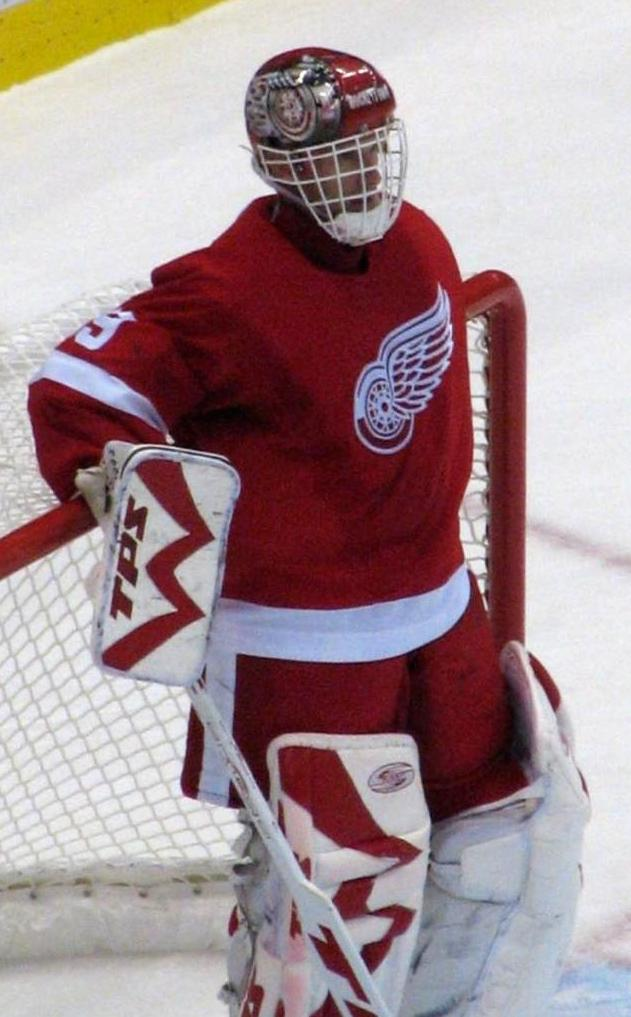
Dominik Hašek, meilleur gardien du tournoi, ici en photo sous les couleurs des Red Wings de Détroit en 2006.

Le tour éliminatoire reprend alors l'ensemble des équipes en quarts de finale croisés. La République tchèque tombe donc en quart contre les Américains, surprenant troisièmes du groupe II. Après un quart d'heure de jeu, c'est Mike Modano des États-Unis qui va inscrire le premier but du match sur un service de Tony Amonte pour venir tromper Hašek. Le seul tchèque dangereux dans ce début de match est alors Jágr qui est aligné par son entraîneur, Ivan Hlinka, sur la première ligne mais également avec la troisième et la quatrième ligne. Il faut attendre la demi-heure de jeu pour voir les Tchèques recoler au score par l'intermédiaire de Růžička puis dépasser leurs adversaires moins d'une minute plus tard, par Jágr, jusqu'alors muet depuis le début de la compétition. Cinq minutes plus tard, Martin Rucinský vient enfoncer le clou pour le troisième but de la soirée pour les Tchèques et le score est aggravé tout à la fin du match par Dopita.
Pour la demi-finale, les Tchèques retrouvent le Canada emmené par Patrick Roy qui veut alors prouver à tous qu'il est le meilleur gardien au monde. Sans Joe Sakic blessé au genou, l'équipe canadienne est tout de même impressionnante : Chris Pronger, Adam Foote, Ray Bourque, Scott Stevens, Eric Lindros, Mark Recchi, Brendan Shanahan, Steve Yzerman et Wayne Gretzky, entre autres. Les deux équipes vont se tenir tête tout le long du premier puis du second tiers avant de craquer une fois chacune lors du troisième tiers. Bien que les Tchèques aient dominé tout le match et même ouvert le score, le retour à égalité des Canadiens à une minute de la fin du match leur coupe les jambes. Ils ont bien du mal à tenir le résultat jusqu'aux tirs de fusillade en s'arcboutant sur le but de Hašek. C'est finalement ce dernier qui va voler une nouvelle fois la vedette en arrêtant presque tous les tirs canadiens. Le seul qu'il laisse passer finit alors sa course sur le poteau. De son côté, Roy fait presque aussi bien en arrêtant deux tirs et voyant le tir de Jaromír Jágr finir également sa course sur le poteau. Hélas pour le Canada, Reichel avait marqué le premier but tchèque lors du premier lancer de l'équipe et offre la qualification à son équipe.
Pour la finale, l'équipe joue contre les Russes tombeurs de la Finlande et de la Biélorussie lors des tours précédents. Les Russes entament le match à toute vitesse pour essayer d'étouffer leurs adversaires mais ils tombent encore et toujours sur l'inévitable Hašek. Alors que le premier tiers est dominé par les Russes, le second tourne à l'avantage des Tchèques et ces derniers entament le dernier tiers avec les mêmes intentions offensives. Petr Svoboda devient le héros du jour en frappant de la ligne bleue, un tir presque anodin mais que le gardien Mikhaïl Chtalenkov laisse passer, masqué qu'il était à la frappe du palet. Il reste alors dix minutes aux Russes pour espérer revenir au score mais les Tchèques emmenés par Dominik Hašek toujours aussi impérial ne baisse pas la cadence de jeu, bien au contraire et l'équipe peut alors célébrer son premier titre Olympique. Hašek va être logiquement sacré meilleur gardien du tournoi.

### Championnat du monde 1999
Après une médaille de bronze en 1997 et une autre en 1998, les Tchèques abordent ces championnats avec une envie de médaille d’or. Quatre poules de quatre équipes sont mises en place et les Tchèques jouent dans le groupe C avec les Américains, les Autrichiens et les Japonais pour une poule jouée à Oslo en Norvège. L’équipe alignée est alors la suivante :
- Gardiens : Roman Čechmánek, Milan Hnilička, Martin Prusek.
- Défenseurs : František Kučera, Libor Procházka, Jiří Vykoukal, Jaroslav Špaček, Ladislav Benýšek, Pavel Kubina, František Kaberle.
- Attaquants : David Výborný, Roman Meluzín, Petr Sýkora, Radek Dvořák, Martin Procházka, David Moravec, Pavel Patera, Tomáš Vlasák, Martin Ručinský, Jan Hlaváč, Roman Šimíček, Tomáš Kucharčík, Jan Čaloun, Viktor Ujčík.

L’entraîneur de l’équipe, Ivan Hlinka, décide alors de mettre en place un système d’alternance entre ses deux gardiens numéro 1 : Čechmánek et Hnilička, Prusek n’étant là qu’en cas de blessure. Les Tchèques vont dominer leur poule pour le premier tour écrasant tour à tour les Autrichiens puis les Japonais avant de battre que d’un but les Américains.
| Équipe | Équipe             | PJ | V | N | D | BP | BC |
| ------ | ------------------ | -- | - | - | - | -- | -- |
| 1      | République tchèque | 3  | 3 | 0 | 0 | 23 | 5  |
| 2      | États-Unis         | 3  | 2 | 0 | 1 | 15 | 7  |
| 3      | Autriche           | 3  | 1 | 0 | 2 | 6  | 14 |
| 4      | Japon              | 3  | 0 | 0 | 3 | 5  | 23 |

Avant les play-offs à proprement parler, un second tour est organisé avec les deux meilleures équipes de chaque poule afin d’avoir des play-offs entre huit équipes. Pour ce second tour, la République tchèque rejoint les Russes, les Suédois et les voisins Slovaques.
Les Tchèques vont se faire corriger d’entrée de jeu par les Russes sur le score de 6 à 1. Finalement, cette défaite va relancer les Tchèques et les motiver, ils gagnent par la suite les deux matchs restants 8-2 et 2-0, alors que pour les Russes, l’effet inverse est constaté, ils font match nul contre les Slovaques et perdent 4-1 contre la Suède.
| Équipe | Équipe             | PJ | V | N | D | BP | BC |
| ------ | ------------------ | -- | - | - | - | -- | -- |
| 1      | République tchèque | 3  | 2 | 0 | 1 | 11 | 8  |
| 2      | Suède              | 3  | 2 | 0 | 1 | 6  | 4  |
| 3      | Russie             | 3  | 1 | 1 | 1 | 9  | 7  |
| 4      | Slovaquie          | 3  | 0 | 1 | 2 | 5  | 12 |

Au classement, la République tchèque finit première du groupe devant les Suédois et vont affronter en demi-finale les Canadiens, seconds de l’autre groupe derrière la Finlande. Les matchs de la phase finale se jouent alors selon une formule « aller-retour ».
Lors du premier match, l’entame de l’équipe de Tchéquie est impressionnante mais à la suite d'une incursion canadienne par l’intermédiaire de Ray Whitney, c’est Wade Redden qui ouvre la marque pour le Canada face à Hnilička. Ce but a pour conséquence la diminution de la puissance de jeu des Tchèques et il faut attendre la trentième minute pour voir ces derniers réagirent. Cependant, les attaques des avants tchèques se heurtent encore et toujours au dernier rempart canadien, Ron Tugnutt. Avant la fin du second tiers, les Canadiens vont inscrire un second but par l’intermédiaire de Cory Stillman. Il faut attendre six minutes avant la fin du match pour voir Pavel Kubina ouvrir le compteur de son équipe mais cela n’est pas suffisant pour que l’équipe revienne au score.
Les deux équipes se rencontrent le lendemain sur la glace de Lillehammer. Une grosse alerte sur le but de Hnilička dès le début du match ne parvient pas à réveiller les Tchèques et peu de temps après, malgré les bonnes prestations du portier tchèque, Hlaváč vient dévier la course du palet du bout de son patin. Kubina relance une nouvelle fois son équipe en supériorité numérique avant que Patera inscrive le but du 2-1 juste avant la pause. Patrick Marleau entre dans la seconde période de la meilleure manière qui puisse être en inscrivant le but égalisateur pour son équipe mais très vite, les Tchèques se montrent plus dangereux et ils prennent une nouvelle fois le large par l’intermédiaire de Ručinský.
La troisième période débute mal pour les joueurs tchèques qui sont menés très rapidement à la suite de buts de Adam Graves et Joe Thornton. La fin du match va être débridée avec l’égalisation de Dvořák puis un autre but de ce même Dvořák 30 secondes plus tard. Avec une victoire se profilant pour les Tchèques et aucune incidence de la différence de but sur la qualification, l’entraîneur canadien, Mike Johnston, tente le tout pour le tout et fait sortir son gardien. Výborný vient inscrire le sixième but de son équipe dans des buts vides et les équipes rentrent au vestiaire et jouent par la suite une prolongation au cours de laquelle aucun but n’est inscrit.

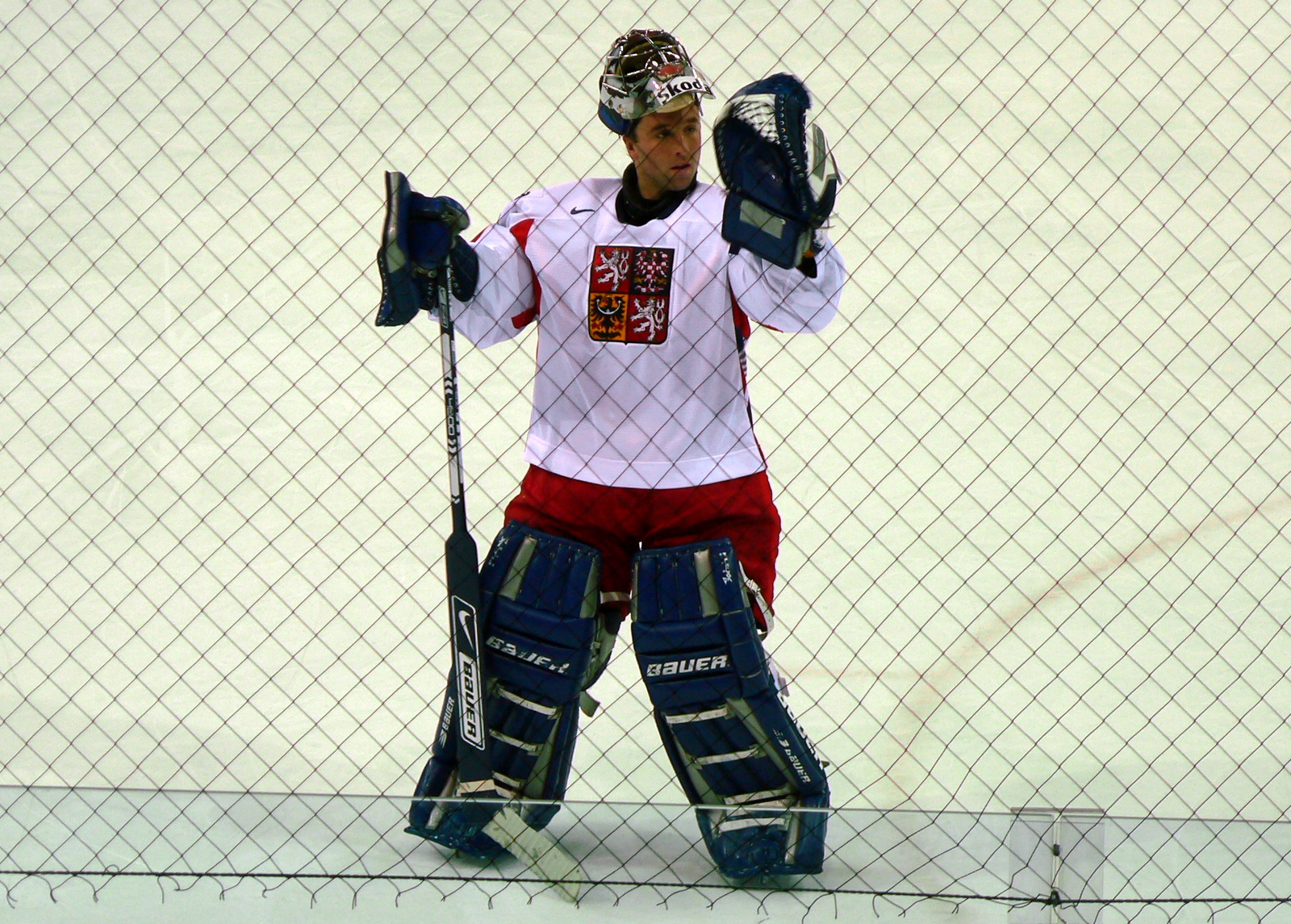
Milan Hnilička gardien pour le dernier match du tournoi, ici en photo lors de l'édition de 2006.

Les deux équipes se dirigent alors tout droit vers une séance de tirs de fusillade. Hnilička et Tugnut vont laisser passer les deux premiers tirs des attaquants avant que Hlinka décide de faire entrer Čechmánek pour la suite de la séance. Les deux gardiens vont alors encore laisser passer un but mais finalement Čechmánek arrête la tentative du cinquième tireur canadien, Scott Niedermayer. Il est imité par Tugnutt qui arrête la tentative de Sýkora mais Čechmánek arrête un second tir (Jeff Friesen) et Špacek réussit à tromper Tugnutt pour la victoire et la qualification de son équipe.
La République tchèque rencontre en finale la Finlande pour une finale 100 % inédite. Même si la domination est finlandaise, le premier but survient sur un tir de Kaberle dans le premier tiers pour battre Ari Sulander, portier finlandais. Hnilička est impérial dans les buts arrêtant les tentatives des joueurs finlandais. Ručinský est puni pour une faute sur Teemu Selänne mais il profite de la fin de la pénalité pour contrer la Finlande et porter la marque à 2-0. Le match n'est relancé qu'au cours du troisième tiers par un but de ce même Selänne mais à trois minutes de la fin, ce sont toujours les Tchèques qui sont devant à la table de marque. Sýkora offre une chance aux Finlandais en prenant une nouvelle pénalité mais ceux-ci ne parviennent pas à s'imposer malgré un jeu à quatre contre six. Quand Sýkora sort du banc de la pénalité, Sulander n'est pas sur la glace et Sýkora porte la marque à 3-1 scellant par la même occasion les espoirs finlandais.
L'entraîneur finlandais décide de tenter le tout pour le tour pour le second et dernier match de la finale en choisissant d'aligner le jeune Miikka Kiprusoff qui joue alors sa première compétition internationale senior. Les Finlandais partent peu confiant pour cette rencontre étant privés de leur joueur vedette, Saku Koivu. Antti-Jussi Niemi va offrir le premier but à son équipe, puis c'est au tour de Juha Lind de porter la marque à 2-0 sur une déviation d'un tir de Tomi Kallio. Au début du second tiers temps, Jere Karalahti inscrit le troisième but pour la Finlande énervant encore un peu plus les joueurs tchèques qui butent toujours sur Kiprusoff. Ujčík vient sauver l'honneur des tchèques un peu plus tard dans le tiers mais les deux équipes doivent jouer les prolongations (20 minutes) et éventuellement les tirs de fusillade pour se départager. Avec moins de cinq minutes restantes dans la prolongation, Šimíček va lancer son coéquipier Hlaváč qui trompe pour la seconde fois de la soirée Kiprusoff pour la victoire et la médaille d'or. À l'issue du tournoi, Kučera est élu meilleur défenseur du tournoi et Kubina et Ručinský sont élus dans l'équipe type.

### Championnat du monde 2000

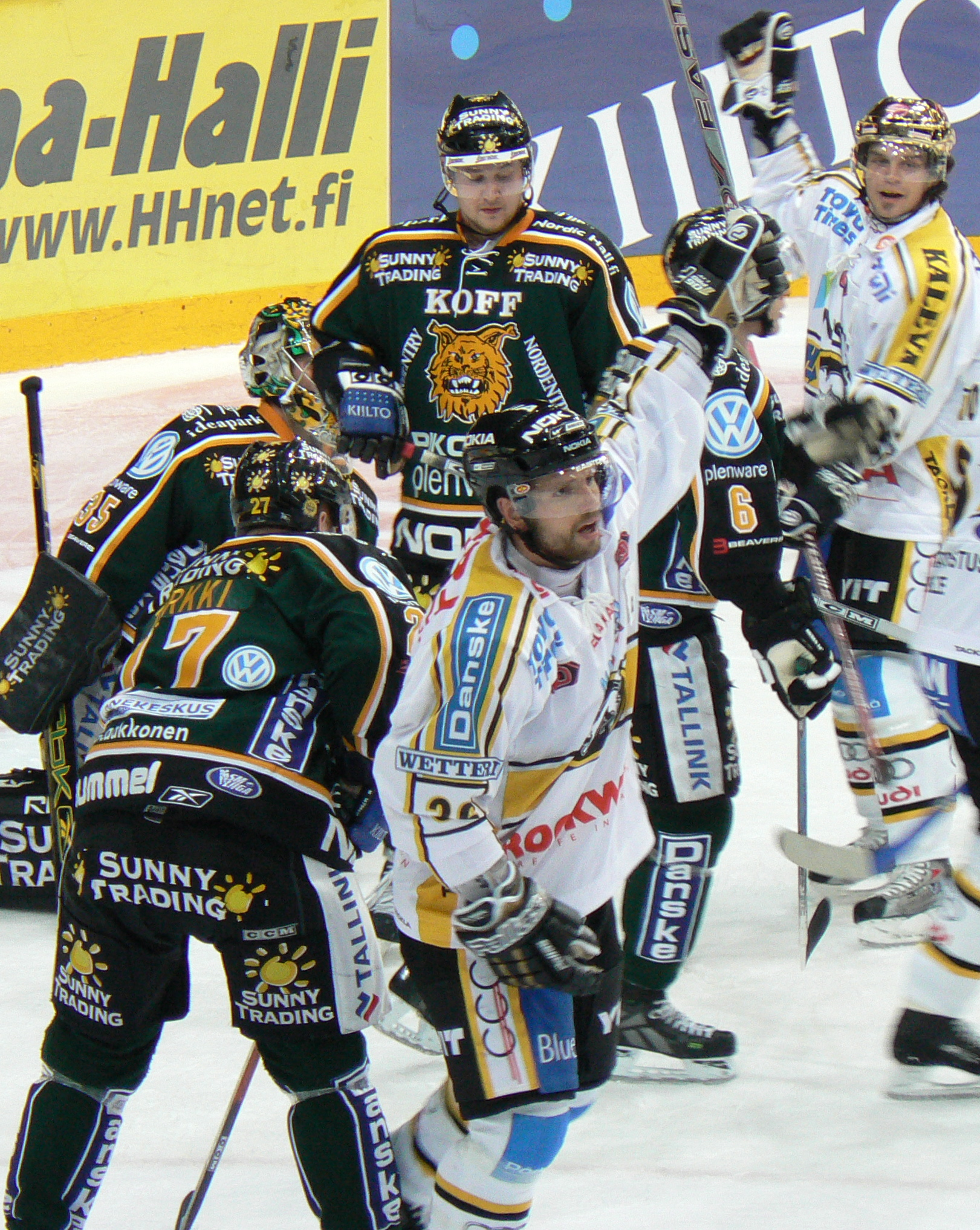
Michal Broš ici sous les couleurs du Kärpät Oulu en 2007.

La République tchèque aborde cette nouvelle année en tant que champion en titre et compte bien défendre son titre dans les patinoires russes de Saint-Pétersbourg. L'équipe est désormais dirigée par Josef Augusta qui prend alors la place de Hlinka qui a signé un contrat pour devenir entraîneur dans la Ligue nationale de hockey avec les Penguins de Pittsburgh. L'équipe amenée par Augusta est la suivante :
- Gardien : Roman Čechmánek, Dušan Salfický, Vladimír Hudáček
- Défenseurs : Petr Buzek, Ladislav Benýšek, Radek Martínek, Pavel Patera, František Kaberle, František Kučera, Martin Štěpánek.
- Attaquants : Václav Prospal, Michal Broš, Martin Špaňhel, David Výborný, Martin Havlát, Petr Čajánek, Jan Tomajko, Martin Procházka, Robert Reichel, Václav Varaďa, Tomáš Vlasák, Michal Sýkora, Jiří Dopita, Dušan Salfický.

Les tchèques vont dominer la poule sans rencontrer trop de difficultés à part lors du match les opposant aux Canadiens. Ils remportent tout de même cette rencontre sur le score de 2 buts à 1,.
| Équipe | Équipe             | PJ | V | N | D | BP | BC | Pts |
| ------ | ------------------ | -- | - | - | - | -- | -- | --- |
| 1      | République tchèque | 3  | 3 | 0 | 0 | 12 | 4  | 6   |
| 2      | Norvège            | 3  | 2 | 1 | 0 | 13 | 7  | 4   |
| 3      | Canada             | 3  | 1 | 2 | 0 | 10 | 6  | 2   |
| 4      | Japon              | 3  | 0 | 3 | 0 | 3  | 21 | 0   |

Trois équipes par poules sont qualifiées pour la suite de la compétition, où deux nouvelles poules de six nations sont mises en place et mais alors que ni les Italiens ni les Slovaques ne vont poser de problèmes aux Tchèques, ce sont les Finlandais, seconds du groupe B qui vont montrer le plus de résistance. Alors que le match commence bien pour les Tchèques avec un avantage 2 à 0 assez rapidement, les Finlandais vont se réveiller et inscrire un but avant la fin du premier tiers puis remporter les deux tiers suivants dans un match assez riche en intensité.
| Équipe | Équipe             | PJ | V | N | D | BP | BC | Pts |
| ------ | ------------------ | -- | - | - | - | -- | -- | --- |
| 1      | République tchèque | 5  | 4 | 1 | 0 | 25 | 11 | 8   |
| 2      | Finlande           | 5  | 3 | 1 | 1 | 22 | 15 | 7   |
| 3      | Canada             | 5  | 3 | 2 | 0 | 19 | 10 | 6   |
| 4      | Slovaquie          | 5  | 2 | 2 | 1 | 22 | 15 | 5   |
| 5      | Norvège            | 5  | 1 | 3 | 1 | 10 | 24 | 3   |
| 6      | Italie             | 5  | 0 | 4 | 1 | 5  | 28 | 1   |

Les joueurs tchèques se qualifient à l'issue du second tour en finissant à la première place. Ils sont ainsi opposés aux derniers de l'autre groupe de qualification, la Lettonie. Après un score vierge au cours du premier tiers, ce sont les Lettons qui vont ouvrir le score mais finalement ils vont craquer quand Arturs Irbe va dégager le palet sur l'attaquant tchèque : Varada. Finalement tous les buts du matchs seront inscrits lors du second tiers, les champions en titre s'imposant sur la marque de 3 buts à 1. L'équipe rencontre ensuite les Canadiens, déjà rencontrés et battus par les Tchèques lors du premier tour. Le match va être marqué par des nombreuses pénalités notamment pour les Canadiens pénalisés pour un total de 39 minutes dont 20 minutes pour le seul Todd Bertuzzi. Les Tchèques passent ce tour grâce à une victoire 2 buts à 1. Les Tchèques rencontrent en finale du championnat du monde leurs anciens compatriotes de la Slovaquie.
Il s'agit de la seconde confrontation entre les deux nations du tournoi : malgré le score du premier match - 6-2 pour les Tchèques - et le fait que les Slovaques n'ont jamais battu les Tchèques, les Slovaques partent confiant pour l'issue du match. Ainsi, ce sont ces derniers qui imposent leur rythme au début du match mettant le gardien de l'équipe tchèque, Cechmánek, à rude épreuve. Les Tchèques font le dos rond et vont laisser passer l'orage pour finalement inscrire 3 buts lors du premier tiers, l'ouverture du score se faisant par Sýkora. En quatre tirs, les Tchèques marquent trois fois alors que les Slovaques vont lutter pour réussir à inscrire un but par Martin Štrbák, défenseur, au cours du second tiers. Les deux équipes vont inscrire 2 buts chacune lors du dernier tiers avec une frayeur pour Augusta, l'entraîneur tchèque : alors qu'il reste moins de cinq minutes de jeu et que son équipe gagne 4-2, Miroslav Šatan va inscrire le but de l'espoir pour son pays. 40 secondes plus tard, Robert Reichel vient offrir une nouvelle médaille d'or à son pays en battant le gardien slovaque : Ján Lašák.

### Championnat du monde 2001
- Gardiens : Milan Hnilička, Dušan Salfický, Vladimír Hudáček
- Défenseurs : Martin Richter, Jaroslav Špaček, Radek Martínek, Filip Kuba, František Kaberle, Pavel Kubina, Karel Pilař
- Attaquants : David Výborný, Pavel Patera, Viktor Ujčík, Petr Čajánek, Jaroslav Hlinka, Radek Dvořák, Martin Procházka, Robert Reichel (C), David Moravec, Tomáš Vlasák, Martin Ručinský, Jiří Dopita, Jan Tomajko

### Championnat du monde 2005
- Gardiens : Tomáš Vokoun, Adam Svoboda, Milan Hnilička.
- Défenseurs : František Kaberle, Jan Hejda, Jaroslav Špaček, Jiří Fischer, Jiří Šlégr, Marek Židlický, Pavel Kubina, Tomáš Kaberle
- Attaquants : Aleš Hemský, David Výborný, Jan Hlaváč, Jaromír Jágr, Josef Vašíček, Martin Ručinský, Martin Straka, Petr Čajánek, Petr Průcha, Petr Sýkora, Radek Dvořák, Radim Vrbata, Václav Prospal, Václav Varaďa.

### Championnat du monde 2010
- Gardiens : Tomáš Vokoun, Ondřej Pavelec, Jakub Štěpánek.
- Défenseurs : Michal Rozsíval, Karel Rachůnek, Filip Novák, Tomáš Mojžíš, Michal Barinka, Petr Gregorek, Petr Čáslava, Miroslav Blaťák, Ondřej Němec
- Attaquants : Roman Červenka, Petr Hubáček, Jiří Novotný, Jaromír Jágr, Petr Vampola, Jan Marek, Jakub Klepiš, Lukáš Kašpar, Martin Růžička, Petr Koukal, Tomáš Rolinek, Marek Kvapil, Jakub Voráček.

La République tchèque remporte le championnat du monde 2010 qui a eu lieu en Allemagne en battant aux tirs de fusillade la Finlande en quart de finale puis la Suède après avoir égalisé à 8 secondes de la fin du match. Finalement, elle battra son rival russe 2-1 grâce à Jakub Klepis et Tomas Rolinek contre une réalisation de Pavel Datsiouk en fin de troisième tiers temps. Jaromír Jágr en profite pour remporter un 2e championnat du monde et prendre sa retraite internationale.

## Équipe junior moins de 20 ans

### Championnats d'Europe junior
- 1993 -
- 1994 -
- 1995 - 5e place
- 1996 - 5e place
- 1997 - 5e place
- 1998 - 4e place

### Championnats du monde
L'équipe junior des moins de 20 ans a toujours joué dans la catégorie élite des championnats du monde.
- 1993 -
- 1994 - 5e place
- 1995 - 6e place
- 1996 - 4e place
- 1997 - 4e place
- 1998 - 4e place
- 1999 - 7e place
- 2000 -
- 2001 -
- 2002 - 7e place
- 2003 - 6e place
- 2004 - 4e place
- 2005 -
- 2006 - 6e place
- 2007 - 5e place
- 2008 - 5e place
- 2009 - 6e place
- 2010 - 7e place
- 2011 - 7e place
- 2012 - 5e place
- 2013 - 5e place
- 2014 - 6e place
- 2015 - 6e place
- 2016 - 5e place
- 2017 - 6e place
- 2018 - 4e place
- 2019 - 7e place
- 2020 - 7e place
- 2021 - 7e place
- 2022 - 4e place
- 2023 -
- 2024 -
- 2025 -

## Équipe moins de 18 ans

### Championnats du monde
L'équipe des moins de 18 ans participe dès la première édition des championnats du monde.
- 1999 - 5e place
- 2000 - 6e place
- 2001 - 4e place
- 2002 -
- 2003 - 6e place
- 2004 -
- 2005 - 4e place
- 2006 -
- 2007 - 4e place
- 2008 - 9e place
- 2009 - 1er de Division I, Groupe A
- 2010 - 6e place
- 2011 - 8e place
- 2012 - 8e place
- 2013 - 7e place
- 2014 -
- 2015 - 6e place
- 2016 - 7e place
- 2017 - 7e place
- 2018 - 4e place
- 2019 - 6e place
- 2020 - Annulé en raison du coronavirus
- 2021 - 7e place
- 2022 - 4e place
- 2023 - 7e place
- 2024 - 6e place
- 2025 - 7e place

Note :  Promue ;  Reléguée

## Les records

### Records des joueurs
Deux joueurs tchèques font partie du Club Triple Or, le groupe des joueurs ayant remporté les Jeux olympiques, les championnats du monde et la Coupe Stanley. Il s'agit de Jaromír Jágr et Jiří Šlégr tous les deux champions olympiques des Jeux de 1998, champions du monde en 2005 et vainqueurs de la Coupe Stanley en 1991 et 1992 avec les Penguins de Pittsburgh pour Jágr (champion du monde 2010) et en 2002 avec les Red Wings de Détroit pour Šlégr.
Milan Hnilička est le gardien de but ayant le plus de sélections à son actif au sein de l'équipe nationale, il a joué 93 matchs. Le défenseur, František Kaberle, est le défenseur le plus utilisé par les sélectionneurs tchèques - 186 sélections - alors qu'avec 218 sélections, David Výborný est le joueur le plus sélectionné, tous postes confondus, depuis 1993. Alors que František Kaberle est le défenseur le plus prolifique de l'équipe (20 buts), il est dépassé par l'ailier Martin Procházka et ses 61 buts.
Roman Horák devient le 14 avril 1995, le premier joueur à avoir joué 50 matchs avec l'équipe nationale lors d'une victoire 4-0 contre le Canada. Le 25 avril 1998, deux joueurs dépassent le même soir la barre des 100 sélections avec l'équipe nationale : Pavel Patera et Jiří Vykoukal. Cette fois-ci, l'équipe perd alors son match contre la Suède 4-2. Deux ans plus tard, Vykoukal dépasse les 150 sélections mais il met fin à sa carrière internationale en 2001 avec 160 sélections. Le 26 avril 2004, Výborný est le premier tchèque à jouer son 200e match sous le maillot national - défaite 3 à 0 contre la Suède.

### Records d'équipe
Cette section présente les résultats de l'équipe nationale masculine de République tchèque contre les autres équipes de hockey du monde.
| Adversaire  | PJ | V  | N | D  | BP  | BC  | % V   |
| ----------- | -- | -- | - | -- | --- | --- | ----- |
| Biélorussie | 9  | 9  | 0 | 0  | 45  | 11  | 100 % |
| Danemark    | 1  | 1  | 0 | 0  | 5   | 2   | 100 % |
| Finlande    | 86 | 37 | 8 | 41 | 221 | 225 | 48 %  |
| France      | 8  | 7  | 0 | 1  | 46  | 16  | 88 %  |
| Italie      | 6  | 6  | 0 | 0  | 48  | 11  | 100 % |
| Japon       | 4  | 4  | 0 | 0  | 31  | 10  | 100 % |
| Canada      | 47 | 31 | 4 | 12 | 171 | 117 | 70 %  |
| Kazakhstan  | 3  | 3  | 0 | 0  | 16  | 2   | 100 % |
| Lettonie    | 4  | 3  | 1 | 0  | 10  | 4   | 88 %  |
| Allemagne   | 31 | 23 | 2 | 6  | 121 | 64  | 77 %  |
| Norvège     | 13 | 11 | 2 | 0  | 51  | 14  | 92 %  |
| Pologne     | 1  | 0  | 1 | 0  | 2   | 2   | 50 %  |
| Autriche    | 9  | 9  | 0 | 0  | 53  | 11  | 100 % |
| Russie      | 85 | 32 | 7 | 46 | 216 | 225 | 42 %  |
| Slovénie    | 42 | 27 | 7 | 8  | 156 | 91  | 73 %  |
| Slovaquie   | 2  | 2  | 0 | 0  | 10  | 6   | 100 % |
| Suède       | 85 | 31 | 7 | 47 | 209 | 246 | 41 %  |
| Suisse      | 22 | 15 | 2 | 5  | 73  | 40  | 73 %  |
| Ukraine     | 1  | 1  | 0 | 0  | 5   | 2   | 100 % |
| États-Unis  | 14 | 7  | 1 | 6  | 46  | 45  | 54 %  |